# The Lego Group
LEGO A/S, obchodující jako The Lego Group (stylizováno jako LEGO Group) je rodinná firma sídlící v dánském Billundu. Je známá výrobou originální stavebnice Lego, skládající se především z plastových kostek. Provozuje také řadu zábavních parků Legoland a obchody po celém světě.
Tuto firmu založil 10. srpna 1932 dánský podnikatel Ole Kirk Christiansen. Název „lego“ se odvíjí od dánských slov leg gotd, což znamená „hraj si dobře“. V latině slovo lego znamená „sbírat“. V první polovině roku 2015 se The Lego Group stala nejvýdělečnější hračkářskou firmou světa s prodeji za 2,1 miliard dolarů, překonala tak firmu Mattel. V roce 2017 zaměstnávala přes 19 000 lidí.

## Historie
Firma The LEGO group se zrodila 10. srpna 1932, kdy chudý dánský tesař z městečka Billund jménem Ole Kirk Christiansen začal kvůli nedostatku jiné práce vyrábět dřevěné hračky. V roce 1934 je začal označovat logem Lego. Hračky, u nichž byl kladen velký důraz na kvalitu, získávaly na oblibě. Hlavní motto výrobce znělo: „Jen to nejlepší je dost dobré“. Mezi nejznámější produkty z tohoto období patří především tahací kačenka, vznikla ale i mnohá jiná zvířátka na kolečkách, dopravní prostředky, budovy, zbraně, hry, nářadí a nástroje, kuličková dráha, počítadlo nebo kostky s čísly a písmeny.
I přes tento úspěch Ole Kirk Christiansen v roce 1947 zakoupil první lis na plasty a začal vyrábět hračky i z nového materiálu. Ty se staly nakonec natolik úspěšnými, že dřevěné výrobky zcela zatlačily do pozadí. Produkce původních dřevěných hraček pak byla ukončena v roce 1960, poté, co požár zničil halu na jejich výrobu. 

Ovšem ani z plastu nevznikaly jen stavebnicové kostky - ty zpočátku tvořily jen nepatrnou část produkce. Vyráběly se především nejrůznější automobily, ale i panenky, zvířátka, nafukovací hračky do vody a hry. Velký úspěch zaznamenal model traktoru Ferguson.

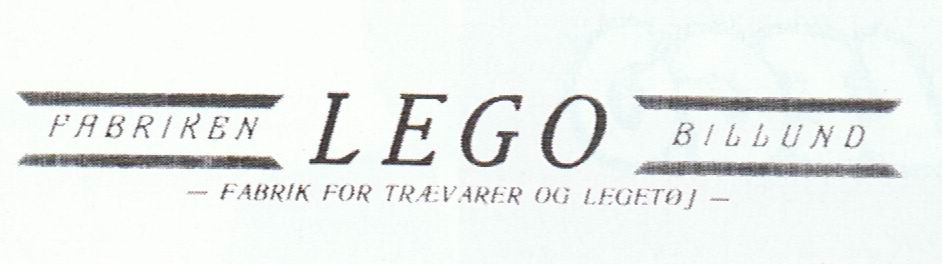
Logo z roku 1936
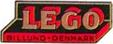
Typické logo dřevěných hraček (1939-1949)
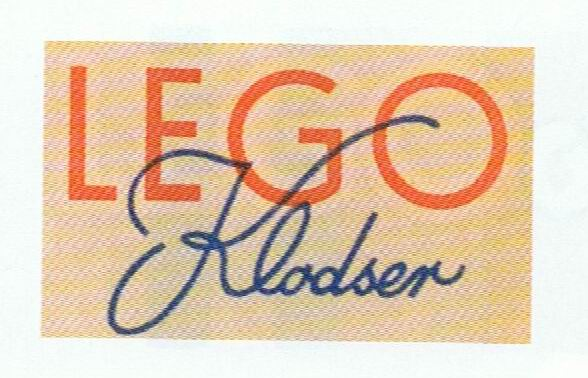
Logo setu dřevěných kostek (1948)
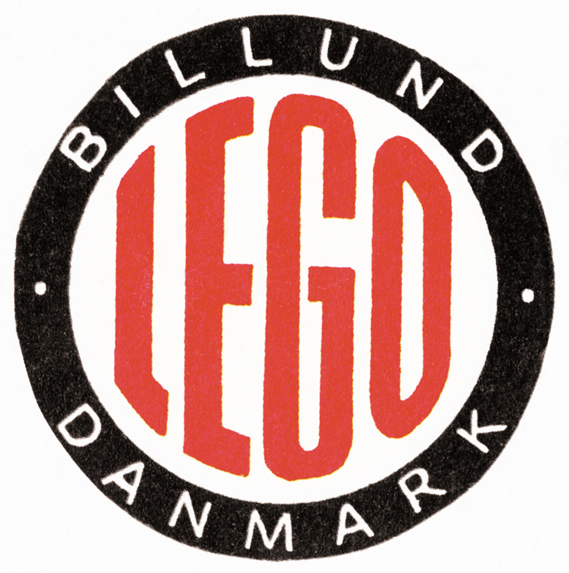
Logo hraček vyjma kostek z let 1950-1954
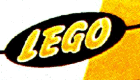
Logo z katalogu roku 1951

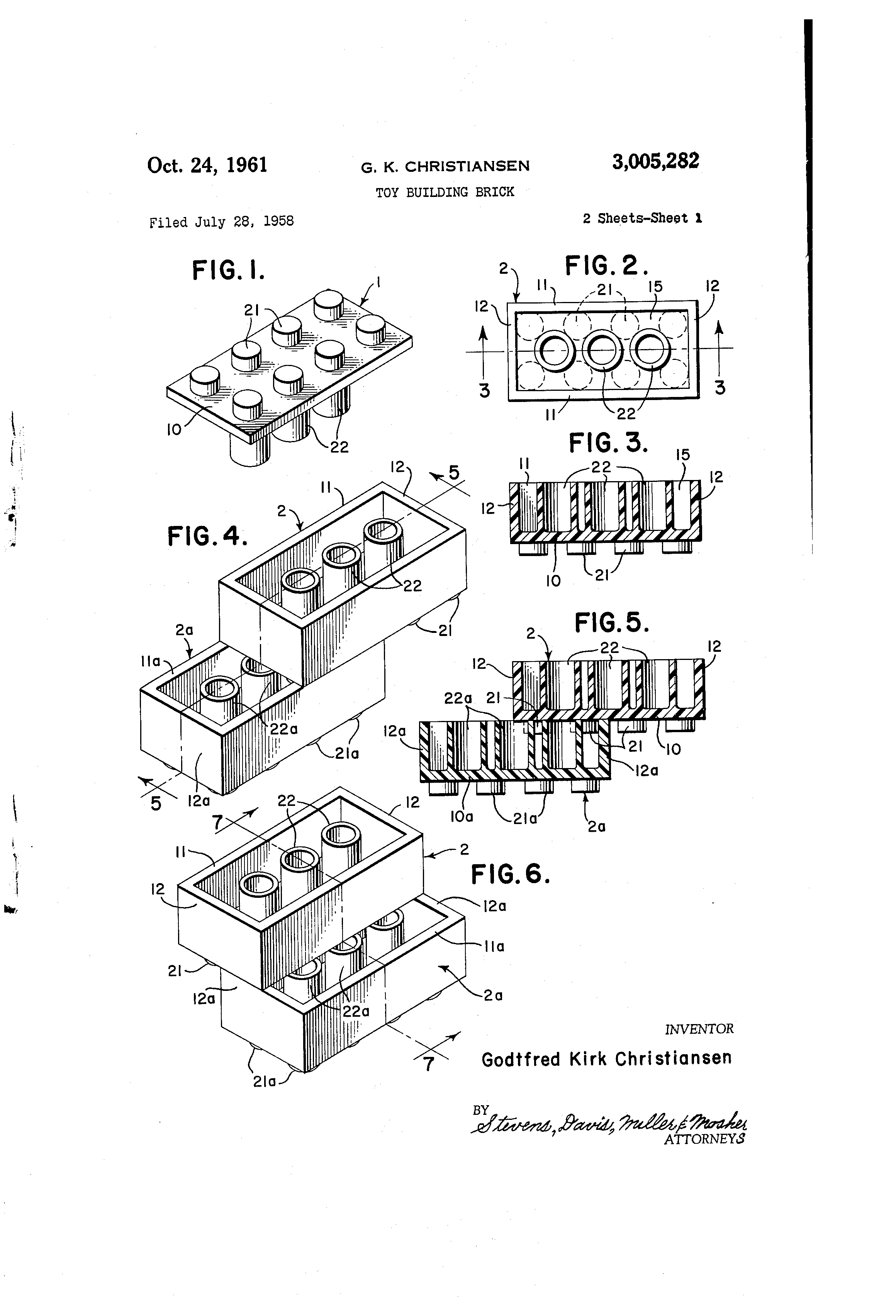
Patentované spojení lego kostek (1958)

Logo z let 1959-1972

### Automatic binding bricks
První Lego kostka byla vyrobena až roku 1949. V roce 1947 Ole Kirk a jeho syn Godfred obdrželi spolu s prvním lisem na výrobu plastů i vzorek kostek vyráběných britskou společností Kiddicraft. Tyto samojistící kostky Kiddicraft vynalezl britský dětský psycholog Hillary Fisher Page. V roce 1949 začaly továrnu v Billundu (tehdy přibližně s 50 zaměstnanci) opouštět podobné kostičky, tzv. automaticky spojitelné kostky (Automatic binding bricks). Tyto kostky, vyrobené z acetátu celulózy, připomínaly tradiční dřevěné kostky, přesto měly jedno zásadní vylepšení – držely pohromadě díky výstupkům. Takový výstupek se anglicky nazývá stud. Přesto tento typ stavebnice nezaznamenal úspěch – prodej byl slabý a prodejci zboží vraceli. Plastiková stavebnice prozatím nedokázala vytlačit tradiční dřevěné kostičky. 

### Lego System
V roce 1954 se stal výkonným ředitelem LEGO Group Christiansenův syn Godtfred. Při pohovorech se zámořskými zákazníky si uvědomil, jaké vlastnosti by měly mít moderní hračky. Na základě těchto vlastností pak navrhl nový koncept stavebnic Lego tak, aby se samostatně prodávané sady vzájemně doplňovaly. Tím vznikl ucelený a současně variabilní systém, který nabízel dětem téměř nekonečné možnosti hry. Ve své době unikátní koncept umožňující neustálé rozšiřování herního světa rychle získával na oblibě a předurčil směřování celé firmy. 
Godtfred Christiansen také vylepšil technické řešení kostek tak, aby spoje pevně držely a nerozpadaly se. Tento systém si dal v roce 1958 patentovat. V té době také začala firma využívat nový, vhodnější typ plastu - akrylonitrilbutadienstyren (ABS), který se na rozdíl od původního acetátu celulózy nedeformoval.

## Výroba
V 30. – 50. letech byly produkty Lego vyráběny a prodávány výhradně v Dánsku, krátce též v jižním Švédsku (1950–1951) a od roku 1953 v Norsku. Až v roce 1956 byl zahájen prodej i příprava stavebnic v Německu (Hohenwestedt).
V současnosti je výroba stavebnice LEGO je nadnárodní záležitostí. Kromě dvou továren v Dánském království se vyrábí v Maďarsku, Mexiku, Číně a v Česku v závodu na Kladně. Celkový roční objem vyrobených kostek je přibližně dvacet miliard, což je 600 dílků za sekundu.

### Česko

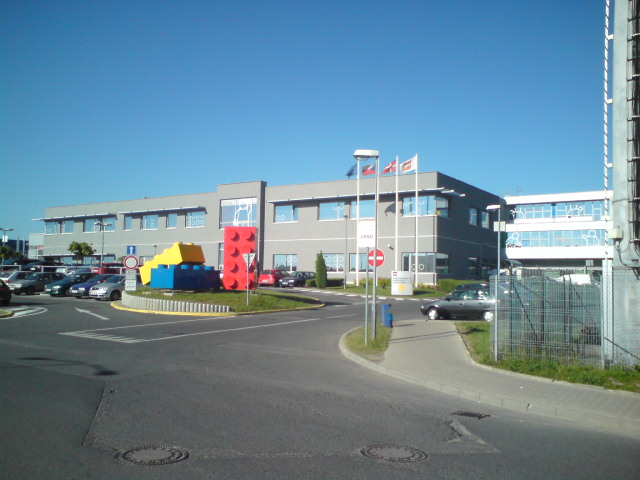
Kanceláře továren Lega v českém Kladně

Lego má v hlavním městě Praze sídlo obchodního ředitelství pro střední a východní Evropu, kam spadá i Rusko.
Lego má od roku 2000 v Česku továrnu. Nachází se u města Kladna v průmyslové zóně Jih. Jde o komplex čtyř hal, k poslednímu rozšíření došlo v roce 2016. V současné době je zde zaměstnáno okolo 2 500 lidí, v sezóně i o tisíc víc. Jednotlivé kostičky se tu zdobí a balí, vyrobené přijedou většinou z dánského Billundu. Připravené krabice se stavebnicemi odtud míří do distribučních center a následně jsou rozváženy do Evropy i Asie. Produkují se zde také velké modely Lega, které míří do Legolandů.
V Jirnech u Prahy nedaleko dálnice D11 se nachází také velkosklad Lega pro distribuční síť v Evropě, Asii, Africe i Jižní Americe. Má přes 100 tisíc metrů čtverečních, pojme až miliardu kostiček, hlavní budova má rozměry 540 x 160 metrů. Toto centrum odbavuje především firma DHL, která kupříkladu v roce 2006 denně vypravila téměř 200 kamionů. V roce 2006 zde pracovalo necelých 370 lidí.
Společnost LEGO se stala v letech 2023 a 2024 nejlepším zaměstnavatelem v České republice v anketě Randstad Award. Zaměstnanci ocenili její finanční zdraví, velmi dobrou zaměstnavatelskou pověst a dlouhodobou jistotu zaměstnání.